# William Painter
William Painter (1540 circa – Londra, 1594) è stato uno scrittore britannico.

## Biografia
William Painter ha studiato alla Cambridge University, ma non vi ha ottenuto nessun titolo accademico. Divenne insegnante e nel 1560 fu ordinato diacono dal vescovo di Londra Edmund Grindal. Ebbe un incarico amministrativo nella Torre di Londra, incarico che tenne fino alla morte.
La sua opera più nota è The Palace of Pleasure (Il palazzo del piacere), una raccolta di trentacinque novelle, edite in due volumi nel 1566-1567, da lui tradotte ed adattate da novelle di Matteo Bandello e di Boccaccio. Da questa raccolta potrebbe aver tratto spunto Shakespeare per alcuni drammi, tra cui Timone d'Atene e Tutto è bene quel che finisce bene. La raccolta di novelle di William Painter è stata fonte di ispirazione anche per John Webster, per la sua Duchessa di Amalfi, al cui centro è la tragica vicenda di Giovanna d'Aragona (1477-1510).